# Calixte Ier
Pour les articles homonymes, voir Calixte (homonymie) et Calliste.
Calixte Ier, ou saint Calixte (parfois écrit « Calliste »), est le 16e évêque de Rome et donc pape de l'Église catholique. Son pontificat s'étend environ de 217 à 222, sous le règne de l'empereur romain Héliogabale. Considéré comme martyr, l'Église catholique le commémore liturgiquement le 14 octobre 222.

## Biographie
Calixte en grec kallistos signifie « le plus beau ». Calixte devient chrétien à l'âge adulte. Il travaille comme esclave au service de Carpophore, un haut fonctionnaire de l'empereur Commode, également chrétien. Son maître qui l'estime le charge d'administrer ses biens ; selon Hippolyte de Rome, il place les dépôts des veuves et frères chrétiens dans une banque, mais ne pouvant les restituer lorsque la banque fait faillite, prend la fuite, est rattrapé et enfermé dans un cachot.
Il est condamné aux mines de sel de Sardaigne, et travaille comme forçat durant trois ans.
Marcia, la maîtresse chrétienne de l'empereur Commode, connaît le jeune Calixte et obtient sa libération puis son affranchissement vers 190, il passe quelques années à Antium au sud-est de Rome en mission pour le pape Victor Ier. Zéphyrin, dès son élection comme pape en 199, l'appelle à ses côtés comme secrétaire et le fait archidiacre de la ville.
D'après Hippolyte de Rome, prêtre romain, Calixte est « un ambitieux, un cupide, un taré ». Hippolyte avait aspiré à la succession de Zéphyrin mais s'est vu préférer Calixte en 217, sous le règne de l'empereur romain Caracalla. Hippolyte de Rome accuse Calixte de monarchianisme, ce qui rend ses dires partisans et, à la veille de son martyre sous l'empereur romain Maximin Ier le Thrace, regrettera son opposition au défunt pape Calixte.
Calixte est le créateur du premier cimetière chrétien construit dans le tuf volcanique sur la via Appia, qui porte le nom de « catacombe de Saint-Calixte ».
Durant son pontificat de cinq ans, il reconnaît comme valide le mariage entre esclaves et femmes libres et accepte le remariage des veufs ainsi que leur entrée dans le clergé. De plus, il fait prévaloir l'usage d'absoudre tous les péchés. C'est aussi un financier expérimenté.
Calixte meurt le 14 octobre 222 dans le quartier du Trastevere de Rome, victime d'une émeute contre les chrétiens à la suite de l'assassinat de l'empereur romain Héliogabale. Défenestré, puis jeté dans un puits, recouvert de décombres, il en est retiré par un prêtre une quinzaine de jours plus tard. On l'enterre à la hâte, au pied de l'escalier de la catacombe de Calépode sur la Via Aurelia.
Par la suite, les papes (jusqu'à Eutychien en 283) sont inhumés dans la chambre funéraire qui leur est réservée dans la « catacombe de Saint-Calixte », à l'exception de Corneille.

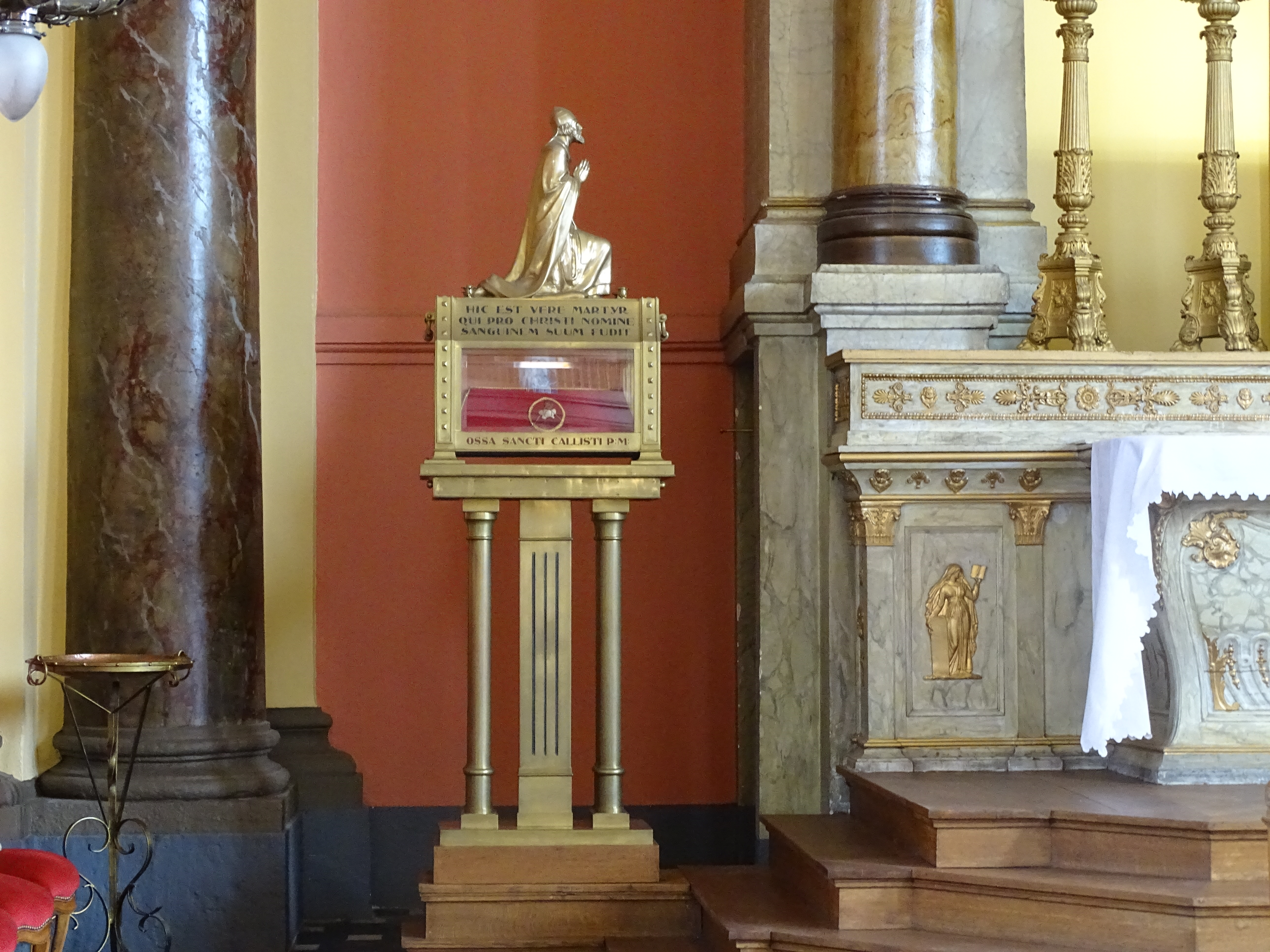
Le reliquaire de saint Calixte, en l'église Saint-Évrard-Saint-Calixte de Cysoing, dans la Pévèle.

C'est au IVe siècle que Calixte est déclaré martyr puis canonisé.
Ses reliques, avec celles de saint Calépode de Rome et de saint Corneille, sont translatées dans la basilique Sainte-Marie-du-Trastevere et déposées sous le maître-autel.
Certaines des reliques des trois saints sont ensuite transférées à Fulda et dans le nord de la France à Cysoing (et de Cysoing à Lambersart). D'autres reliques de Calixte sont également présentes à la cathédrale Notre-Dame de Reims.

## Dans la fiction
- Le roman La Pourpre et l'Olivier (éd. Denoël, 1987) de Gilbert Sinoué est une biographie romancée du pape Calixte.